# Davar (Zeitung)
Der Davar (hebräisch דָּבָר ‚Wort, Rede‘) war eine israelische Tageszeitung zionistisch-sozialistischer Ausrichtung und gehörte zum Gewerkschaftsverband Histadrut. Viele bedeutende Journalisten und Schriftsteller wirkten an ihr mit.

## Geschichte
Davar erschien seit 1925 im britischen Mandatsgebiet Palästina und später in Israel täglich in hebräischer Sprache. Gegründet wurde sie von Moscheh Beilinson und Berl Katznelson, der auch ihr erster Herausgeber war. Die Erstausgabe erschien am 1. Juni 1925 unter dem Namen Davar – ʿIttōn Pōʿalei Eretz Jisraʾel (hebräisch דָּבָר עִתּוֹן פּוֹעֳלֵי אֶרֶץ יִשְׂרָאֵל ‚Davar – Zeitung der Arbeiter Eretz Israels‘), später lautete der Titel Davar haʿŌvdīm bəʾEretz Jisraʾel (hebräisch דָּבָר הָעוֹבְדִים בְּאֶרֶץ יִשְׂרָאֵל ‚Wort der Beschäftigten im Lande Israel‘).
Die Zeitung war erfolgreich und brachte auch mehrere Supplemente heraus. Um 1950 beschäftigte sie ca. 400 Mitarbeiter. Nach Katznelsons Tod 1944 gaben Salman Schasar (bis 1970) und Channa Zemer (1970–1990) die Zeitung heraus.
Seit den 1980er-Jahren befand sich die Zeitung in finanziellen Schwierigkeiten und änderte auch später den Titel in Davar Rischon. 1996 beschloss die Histadrut, das Erscheinen der Zeitung einzustellen.